# Guy Coombs

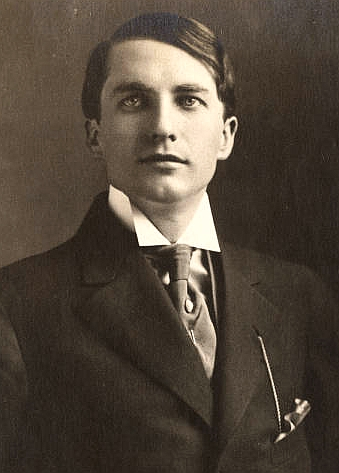
Coombs, 1912.

Guy Coombs (Washington, 27 dicembre 1888 – Los Angeles, 29 dicembre 1947) è stato un attore e regista statunitense.

## Biografia
Nato nel 1888, Guy Coombs iniziò la sua carriera cinematografica nel 1911 all'Edison Company in un cortometraggio dove aveva come partner Mary Fuller. Nello stesso anno passò alla Kalem Company, una casa di produzione che stava facendo in quel periodo una massiccia campagna acquisti per espandere le sue attività. La compagnia aveva come presidente il regista Sidney Olcott, il quale mise Coombs a fianco della giovane attrice Anna Q. Nilsson. I due girarono insieme alcuni film e si sposarono nel 1913. Nilsson, in piena ascesa, sarebbe diventata una famosa attrice del muto. Coombs debuttò anche come regista; dal 1914 al 1915 diresse cinque pellicole, prodotte dalla Kalem e interpretate da sua moglie. Il matrimonio finì nel 1916 con il divorzio.
Nella sua carriera, dal 1911 al 1922, Coombs girò come attore 113 pellicole. L'ultima sua partecipazione a un film è del 1922, con un piccolo ruolo in That Woman, diretto da Harry O. Hoyt.
L'attore morì a Los Angeles il 29 dicembre 1947, all'età di 59 anni.

## Filmografia
La filmografia è completa. Quando manca il nome del regista, questo non viene riportato nei titoli

### Attore
- Nell's Last Deal (1911)
- Turned to the Wall (1911)
- Aida, regia di Oscar Apfel e J. Searle Dawley (1911)
- Edna's Imprisonment (1911)
- In the Baggage Coach Ahead (1911)
- Captain Nell, regia di Edwin S. Porter (1911)
- Hearts and Flags (1911)
- The Niece and the Chorus Lady (1911)
- The Cardinal's Edict (1911)
- A Lesson Learned (1911)
- Her Brother's Photograph (1911)
- The Star Spangled Banner (1911)
- The Minute Man, regia di Oscar Apfel (con il nome Oscar C. Apfel)
- A Famous Duel, regia di Edwin S. Porter (1911)
- The Capture of Fort Ticonderoga, regia di Oscar Apfel e J. Searle Dawley (1911)
- The Battle of Bunker Hill, regia di Oscar Apfel e J. Searle Dawley (1911)
- The Express Envelope (1911)
- Molly Pitcher, regia di Sidney Olcott (1911)
- The Flash in the Night, regia di Kenean Buel (1911)
- Two Spies (1912)
- Battle of Pottsburg Bridge, regia di Kenean Buel (1912)
- A Spartan Mother, regia di Kenean Buel (1912)
- Victim of Circumstances (non confermato, regia di Kenean Buel (1912)
- Tide of Battle, regia di Kenean Buel (1912)
- War's Havoc, regia di Kenean Buel (1912)
- 'Fighting' Dan McCool, regia di W.B. Loughead (1912)
- Under a Flag of Truce, regia di Kenean Buel (1912)
- The Drummer Girl of Vicksburg, regia di Kenean Buel (1912)
- The Filibusterers, regia di Kenean Buel (1912)
- The Bugler of Battery B, regia di Kenean Buel (1912)
- Wanted, a Sister, regia di James Young (1912)
- The Siege of Petersburg, regia di Kenean Buel (1912)
- The Soldier Brothers of Susanna, regia di Kenean Buel - cortometraggio (1912)
- The Prison Ship (1912)
- Saved from Court Martial, regia di Kenean Buel (1912)
- The Darling of the CSA, regia di Kenean Buel (1912)
- A Railroad Lochinvar, regia di Kenean Buel (1912)
- The Grit of the Girl Telegrapher, regia di J.P. McGowan (1912)
- The Confederate Ironclad (1912)
- His Mother's Picture, regia di Kenean Buel (1912)
- The Rival Engineers (1912)
- The Girl in the Caboose, regia di Kenean Buel (1912)
- The Fraud at the Hope Mine (1912)
- Battle in the Virginia Hills, regia di Kenean Buel (1912)
- The Farm Bully, regia di Kenean Buel (1912)
- The Toll Gate Raiders, regia di Kenean Buel (1912)
- A Treacherous Shot, regia di Kenean Buel (1913)
- The Turning Point, regia di Kenean Buel (1913)
- The Prosecuting Attorney (1913)
- The Peril of the Dance Hall (1913)
- The Grim Toll of War, regia di Kenean Buel - cortometraggio (1913)
- The Woe of Battle, regia di George Melford (1913)
- The Battle of Bloody Ford, regia di Kenean Buel e George Melford (1913)
- The Wartime Siren, regia di Kenean Buel - cortometraggio (1913)
- The Exposure of the Land Swindlers, regia di Kenean Buel (1913)
- A Mississippi Tragedy (1913)
- The Fire-Fighting Zouaves, regia di George Melford (1913)
- The Fighting Chaplain, regia di George Melford (1913)
- The Infamous Don Miguel, regia di Kenean Buel (1913)
- Captured by Strategy, regia di Kenean Buel (1913)
- John Burns of Gettysburg, regia di Kenean Buel (1913)
- The Gypsy's Brand, regia di Kenean Buel (1913)
- Shenandoah, regia di Kenean Buel (1913)
- Shipwrecked (1913)
- The Fatal Legacy (1913)
- Retribution, regia di Kenean Buel - cortometraggio (1913)
- The Breath of Scandal, regia di Kenean Buel - cortometraggio (1913)
- The Counterfeiter's Confederate (1913)
- The Octoroon, regia di Sidney Olcott (1913)
- Chest of Fortune (1914)
- The Swamp Fox (1914)
- Regeneration (1914)
- Wolfe; Or, The Conquest of Quebec, regia di Kenean Buel (1914)
- A Celebrated Case, regia di George Melford (1914)
- Through the Flames, regia di Robert G. Vignola (1914)
- A Diamond in the Rough, regia di Guy Coombs (1914)
- The Man with the Glove (1914)
- The Brand, regia di Kenean Buel (1914)
- The Ex-Convict, regia di Guy Coombs (1914)
- The Man in the Vault, regia di Guy Coombs (1914)
- The Riddle of the Green Umbrella, regia di Kenean Buel (1914)
- The Theft of the Crown Jewels, regia di Kenean Buel (1914)
- The Price of Silence, regia di Kenean Buel (1914)
- The School for Scandal, regia di Kenean Buel (1914)
- Cast Up by the Sea, regia di Kenean Buel (1914)
- The Leech, regia di Kenean Buel (1915)
- The Swindler, regia di Kenean Buel (1915)
- Her Supreme Sacrifice, regia di Kenean Buel (1915)
- The White Goddess, regia di Kenean Buel (1915)
- Unfaithful to His Trust, regia di Kenean Buel (1915)
- The Girl of the Music Hall, regia di Kenean Buel (1915)
- The Second Commandment, regia di Kenean Buel (1915)
- The Face of the Madonna, regia di Kenean Buel (1915)
- An Innocent Sinner, regia di Kenean Buel (1915)
- Rivals (1915)
- Hiding from the Law, regia di Guy Coombs (1915)
- The Game of Life, regia di Guy Coombs (1915)
- The Call of the Dance, regia di George L. Sargent (1915)
- Voices in the Dark (1915)
- The Bludgeon, regia di Webster Cullison (1915)
- My Madonna, regia di Alice Guy (1915)
- The Night of the Embassy Ball, regia di Doty Hobart (1915)
- Barbara Frietchie, regia di Herbert Blaché (1915)
- The Girl Telegrapher's Nerve, regia di J. Gunnis Davis (1916)
- Two Men and a Woman, regia di William Humphrey (1917)
- Bab's Diary, regia di J. Searle Dawley (1917)
- Bab's Burglar, regia di J. Searle Dawley (1917)
- Loaded Dice, regia di Herbert Blaché (1918)
- The Uphill Path, regia di James Kirkwood (1918)
- Flower of the Dusk, regia di John H. Collins (1918)
- The Wrong Woman, regia di Ivan Abramson (1920)
- Armi ed amori (When Knighthood Was in Flower), regia di Robert G. Vignola (1922)
- That Woman, regia di Harry O. Hoyt (1922)

### Regista
- A Diamond in the Rough (1914)
- The Ex-Convict (1914)
- The Man in the Vault (1914)
- Hiding from the Law (1915)
- The Game of Life (1915)